# Alireza Akbari
Alireza Akbari (ur. 21 października 1961, zm. 14 stycznia 2023) – irański polityk, od 2000 do 2008 wiceminister obrony pod rządami generała Ali Shamkhaniego, podczas prezydentury reformisty Mohammada Chatamiego.
W 2019 aresztowany podczas podróży z Wielkiej Brytanii i skazany na śmierć pod zarzutem szpiegostwa na rzecz MI6 i Wielkiej Brytanii. Akbari i jego rodzina zaprzeczyli oskarżeniom Iranu o szpiegostwo.
Powieszony 14 stycznia 2023.